# Nia Towle
Nia Towle (* in England) ist eine britische Schauspielerin.

## Leben
Towle wurde in England geboren. Sie studierte ab 2018 Schauspiel an der Guildhall School of Music and Drama, welche sie 2021 mit dem Bachelor of Arts verließ. Neben Englisch spricht sie Französisch. Während ihrer Zeit an der Guildhall School of Music and Drama spielte sie unter anderem in den Stücken Boy, The Three Sisters oder Yerma mit.
2019 gab Towle ihr Filmschauspieldebüt im Kurzfilm They Found Her in a Field in einer von zwei Hauptrollen. Der Film wurde am 24. März 2019 auf dem BFI Flare: London LGBTIQ+ Film Festival uraufgeführt. Im selben Jahr hatte sie eine kleinere Nebenrolle in der Spielfilmproduktion Rocketman inne. 2020 spielte sie im Kurzfilm Sparklers und im Fernsehfilm The Hollow mit. 2021 folgte eine Rolle in der Kurzfilmproduktion Late. 2022 spielte sie im Film Überredung die Rolle der Louisa Musgrove. Seit 2024 stellt sie in der Fernsehserie Der Herr der Ringe: Die Ringe der Macht die Rolle der Estrid dar.

## Filmografie (Auswahl)
- 2019: They Found Her in a Field (Kurzfilm)
- 2019: Rocketman
- 2020: Sparklers (Kurzfilm)
- 2020: The Hollow (Fernsehfilm)
- 2021: Late (Kurzfilm)
- 2022: Überredung (Persuasion)
- seit 2024: Der Herr der Ringe: Die Ringe der Macht (The Lord of the Rings: The Rings of Power, Fernsehserie)

## Theater (Auswahl)
- Strawman, Regie: Joel Scott, National Youth Theatre
- 2019: Boy, Regie: Jo McInnes, Guildhall School of Music and Drama
- 2019: The Three Sisters, Regie: Wyn Jones, Guildhall School of Music and Drama
- 2020: Yerma, Regie: Wyn Jones und Annemette Verspeak, Guildhall School of Music and Drama
- 2020: A Streetcar Named Desire, Regie: Chelsea Walker, Guildhall School of Music and Drama
- 2021: The Ocean At The End of The Lane, Regie: Katy Rudd, Duke of York’s Theatre
- 2023: The Crucible, Regie: Lyndsey Turner, Gielgud Theatre
- 2024: A View From The Bridge, Regie: Lindsay Posner, Theatre Royal Bath
- 2024: A View From The Bridge, Regie: Lindsay Posner, Theatre Royal Haymarket